# 韦建桦
韦建桦（1946年7月—），男，汉族，江苏江都人，中华人民共和国翻译家，中共中央编译局原局长，中国共产党党员，第十一届全国政协委员。

## 生平
1964年毕业于扬州中学。1969年毕业于北京大学。
2008年，当选第十一届全国政协常务委员，代表新闻出版界，分入第四十四组。并担任文史和学习委员会专委。